# نوک‌آباد (مخت)
نوک‌آباد روستایی در دهستان مخت بخش مرکزی شهرستان نیک‌شهر استان سیستان و بلوچستان ایران است.

## جمعیت
بر پایه سرشماری عمومی نفوس و مسکن در سال ۱۳۹۵ جمعیت این مکان ۹۳۰ نفر (۲۱۶خانوار) بوده‌است.